# Barys Arena
Barys Arena is een multifunctionele arena in Nur-Sultan, Kazachstan.  Het dient als de thuisbasis voor de HC Barys Nur-Sultan van de Kontinental Hockey League (KHL). De arena biedt plaats aan 11.578 toeschouwers voor ijshockeyevenementen. 